# Sint-Pieterskerk (Tetegem)
De Sint-Pieterskerk (Frans: Église Saint-Pierre) is de parochiekerk van de gemeente Tetegem, gelegen aan het Contour de l'Église, in het Franse Noorderdepartement.

## Geschiedenis
Deze kerk heeft een voorganger gekend die echter in 1940 bij een bombardement in brand vloog en werd verwoest. Als noodkerk werd een cichoreischuur ter beschikking gesteld. Tussen 1960 en 1962 werd de nieuwe kerk gebouwd naar ontwerp van de gebroeders Paul en Jean Gélis.

## Gebouw
De bakstenen zaalkerk werd gebouwd met vierkante plattegrond, waarbij de fundering van de voormalige kerk kon worden gebruikt. De zitplaatsen werden in U-vorm om het altaar gegroepeerd. Links van de kerkruimte is een achtzijdige doopkapel die door een gang met de kerkruimte verbonden is.
Boven het ingangsportaal bevindt zich een klokkentorentje met hoge spits.